# Savjolovskaja (station MTsD)
Savjolovskaja is een halte aan de Aleksejevskajalijn naast het gelijknamige spoorwegstation in Moskou. 

## Geschiedenis
De Aleksejevskajalijn werd eind jaren 50 van de 19e eeuw gebouwd om de kopstations bij Moskou onderling te verbinden. Aanvankelijk was het een verbinding tussen de spoorlijn naar het zuid-oosten en die naar St. Petersburg, later werd de lijn langs de Rigaspoorweg en Savolovskaja doorgetrokken naar Beloroesskaja waarmee de spoorlijnen uit het westen ook waren verbonden met de stations aan de oostkant van het centrum. In 1964 kreeg de lijn een eilandperron ter hoogte van station Moskva Savjolovskaja dat tot 2009 dienst deed als eindpunt van de voorstadsdiensten Tsjechov – Savjolovskaja, Borodino – Savjolovskaja en Grivno –  Savjolovskaja. In 1981 werd spoor 1 van het kopstation verbonden met de Aleksejevskajalijn. In de zomer van 2012 kwam er ook een kaartverkoop op het perron.
Tot 21 november 2019 werd het station bediend door voorstadstreinen onderweg tussen Beloroesskaja en Koerskaja. Op 21 november 2019 werden de voorstadsdiensten tussen Beloroesskaja en Koerskaja opgeschort in verband met de opening van de lijnen D1 en D2 van het nieuw opgezette stadsgewestelijk net. D1 gebruikt de verbinding tussen het kopstation en de  Aleksejevskajalijn en D2 komt evenmin langs Savjolovskaja.  Het perron werd omgebouwd volgens de normen van het stadsgewestelijk net en de reizigersdienst op de Aleksejevskajalijn, en daarmee langs het station, werd op 9 september 2023 hervat toen lijn D4 werd geopend, zij het dat lijn D4 ten zuiden van Rizjskaja niet meer de spoorlijn naar Koersk, maar die naar Nizjni Novgorod volgt. Het tegelijk gesloten station Stankolit is niet heropend, maar iets verder naar het oosten werd het nieuwe station Marina Rosjtsja toegevoegd. 
In het voorjaar van 2020 werd, tijdens een opknapbeurt van de voetgangerstunnel tussen het kopstation aan de westkant en het winkelcentrum aan de oostkant, de toegang naar het perron dichtgemetseld. Deze toegang werd weer opgesteld in het kader van de heropening voor de D4 op 9 september 2023. 

## Ligging en inrichting
Het station heeft een eilandperron dat voor de komst van de metro toegankelijk was via een loopbrug. Formeel maakt spoor 1 aan de westzijde van het perron deel uit van het kopstation, aangezien het betreffende inrijsein ongeveer 100 meter ten noordoosten van het perron staat, spoor 2 aan de oostkant is formeel onderdeel van de spoorlijn omdat daar het toeleidende spoor zich ten zuiden van het perron bevindt. De overstap tussen de perrons van het kopstation en de halte van de D4 loopt via een reizigerstunnel met OV-poortjes, hoewel het perron zelf geen poortjes kent. Deze rezigerstunnel sluit ook aan op de metrostations van lijn 9 en lijn 11.  De toegangen tot deze tunnel liggen bij de Novoslobodskajastraat, de Soestjevski Val, de Nizjnjaja Maslovka en het stationsplein.
Ten zuiden van het station ligt de vertakking van de sporen van en naar het westen in een tak over de Aleksejevskajalijn (D4) en een door het kopstation die naast de D1 ook wordt bereden door de Aeroexpress van en naar luchthaven Sjeremetjevo.  Verder takt daar nog een niet geëlektrificeerd spoor af dat naar de voormalige halte Stankolit loopt en daar achter het hek van de Borets-compressorfabriek eindigt.